# Царна Маре (Сучава)
Царна Маре (рум. Țarna Mare) насеље је у Румунији у округу Сучава у општини Фалтичени. Oпштина се налази на надморској висини од 274 m.

## Становништво
Према подацима из 2002. године у насељу је живело 839 становника, од којих су сви румунске националности.